# Kadschali
Kadschali (persisch:کجالی; englisch: Kajali) ist eine nordwestiranische Sprache, die eng mit Talisch verwandt ist. Sie ist lebend, aber stark vor dem Aussterben bedroht. Möglicherweise ist sie aber schon ausgestorben. Kadschali wird im nördlichen Iran gesprochen. Die Persische Schrift wird verwendet.